# Apagón de Facebook de 2021

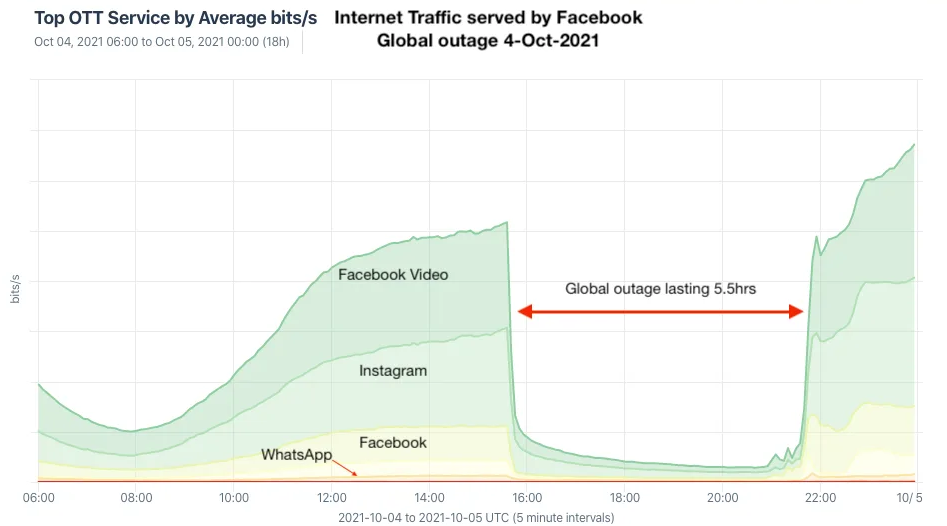
Volumen de tráfico para los servicios de Facebook durante la interrupción global del 4 de octubre de 2021. (en inglés)

El 4 de octubre de 2021, a partir de las 15:39 UTC, los servicios de la red social estadounidense Facebook y sus subsidiarias, Messenger, Instagram, WhatsApp, Mapillary y Oculus dejaron de funcionar globalmente durante 7 horas. La interrupción también impidió que cualquier persona que intentara usar "Iniciar sesión con Facebook" pudiera acceder a sitios de terceros.
Durante la interrupción, muchos usuarios acudieron en masa a otras redes sociales como Twitter, Discord y Telegram, lo que resultó en interrupciones en los servidores web de estas aplicaciones.
La interrupción fue causada por la pérdida de rutas IP a los servidores del Sistema de Nombres de Dominio (DNS) de Facebook, que eran todos autohospedados en ese momento. El enrutamiento del protocolo de puerta de enlace de frontera (BGP) se restauró para los prefijos afectados aproximadamente a las 20:50 UTC, y los servicios DNS comenzaron a estar disponibles nuevamente a las 21:05 UTC, pero los servicios de la capa de aplicación se restauraron lentamente en Facebook, Instagram y WhatsApp más de una hora después, con lo cual la interrupción duró más de siete horas en total.

## Causas

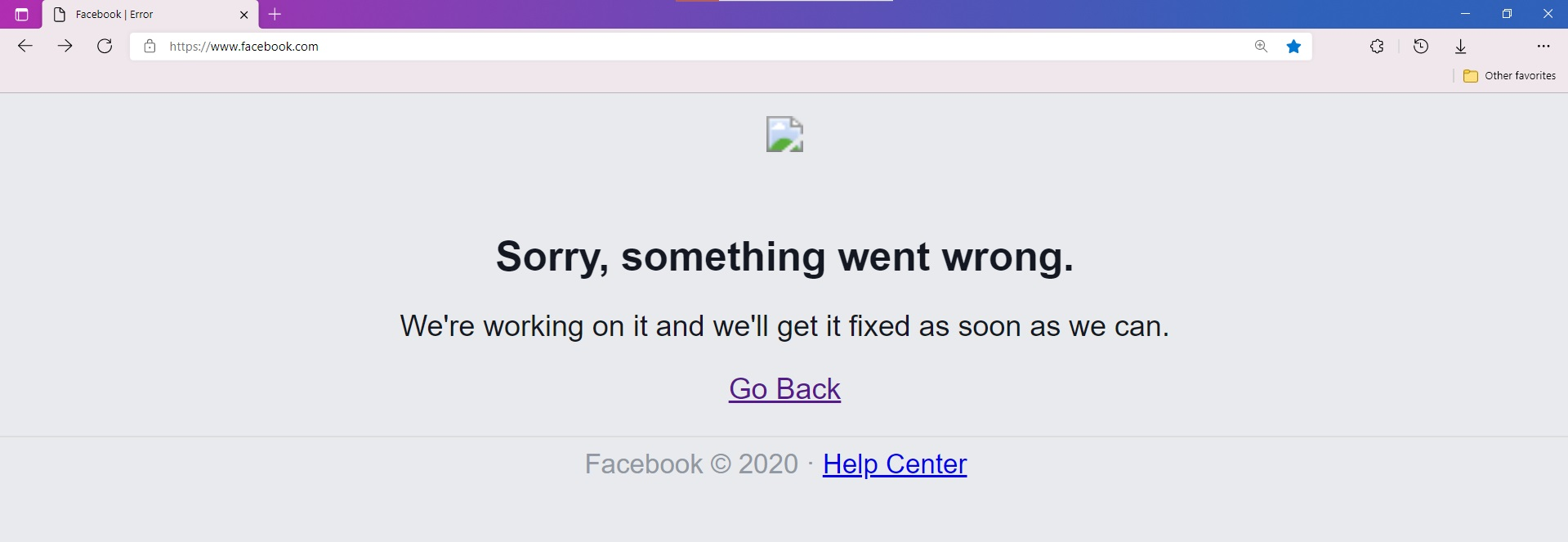
Facebook durante el apagón. También ocurrió con sus otras aplicaciones.

Los expertos en seguridad identificaron el problema como una retirada del protocolo de puerta de enlace de frontera (BGP) de los prefijos de dirección IP en los que se alojaban los servidores del Sistema de Nombres de Dominio (DNS) de Facebook, lo que imposibilitaba a los usuarios resolver Facebook y los nombres de dominio relacionados, y llegar a los servicios. Los efectos fueron visibles a nivel mundial; por ejemplo, el proveedor de servicios de Internet suizo Init7 registró una caída masiva en el tráfico web a los servidores de Facebook después del cambio en el protocolo de puerta de enlace de frontera.
Cloudflare informó que a las 15:39 UTC, Facebook realizó un número significativo de actualizaciones de BGP, incluida la retirada de rutas a los prefijos IP, que incluían todos sus servidores de nombres autorizados. Esto hizo que los servidores DNS de Facebook fueran inaccesibles desde internet. A las 15:50 UTC, los dominios de Facebook habían expirado de los cachés en todos los principales resolutores públicos. Un poco antes de las 21:00 UTC, Facebook reanudó el anuncio de actualizaciones de BGP, y el nombre de dominio de Facebook se pudo resolver nuevamente a las 21:05 UTC.

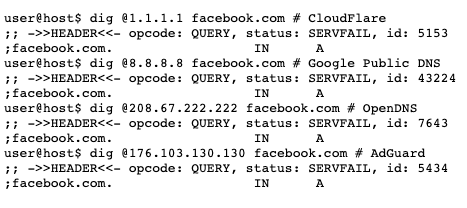
Los principales solucionadores de DNS que devuelven el estado "SERVFAIL" para Facebook.com.

El 5 de octubre, el equipo de ingeniería de Facebook publicó una publicación de blog en la que explicaba la causa de la interrupción. Durante el mantenimiento, se ejecutó un comando para evaluar la capacidad de la red troncal global, y ese comando desconectó accidentalmente todos los centros de datos de Facebook. Si bien los servidores DNS de Facebook se ejecutaban en una red separada, estaban diseñados para retirar sus rutas BGP si no podían conectarse a los centros de datos de Facebook, lo que hacía imposible que el resto de Internet se conectara a Facebook.
Facebook regresó gradualmente después de que un equipo tuvo acceso a las computadoras servidor en el centro de datos de Santa Clara, California, y las reinició. Alrededor de las 22:45 UTC, Facebook y los servicios relacionados estaban generalmente disponibles nuevamente.

## Impacto
La interrupción cortó las comunicaciones internas de Facebook e impidieron que los empleados enviaran o recibieran correos electrónicos externos, accedieran al directorio corporativo y se autenticaran en algunos servicios de Google Docs y Zoom. Se informó que algunos empleados no podían acceder a edificios y salas de conferencias con sus insignias de seguridad. El sitio Downdetector, que monitorea las interrupciones de la red, registró más de 10 millones de informes de problemas, el mayor número de incidentes hasta la fecha. Steve Gibson, un investigador de seguridad, dijo que una "actualización rutinaria de BGP salió mal" bloqueando a "personas con acceso remoto" a los servidores poder corregir el error y que las personas con acceso físico tampoco tuvieran autorización para corregir el error.
El servicio de DNS público de Google también se ralentizó como resultado de la interrupción, mientras que los usuarios de Gmail, TikTok y Snapchat también experimentaron desaceleraciones. CNBC informó que la interrupción fue la peor experimentada por Facebook desde 2008. Durante el día de la interrupción, las acciones de la compañía cayeron casi un 5% y la riqueza del CEO de Facebook, Mark Zuckerberg, cayó en más de $6 mil millones de dólares estadounidenses. Según un informe elaborado por Fortune y Snopes, Facebook perdió al menos 60 millones de dólares en ingresos publicitarios.
La interrupción tuvo un gran impacto en las personas del mundo en desarrollo, que dependen del programa "Free Basics" de Facebook, lo que afectó la comunicación, los negocios y el trabajo humanitario.

## Respuesta

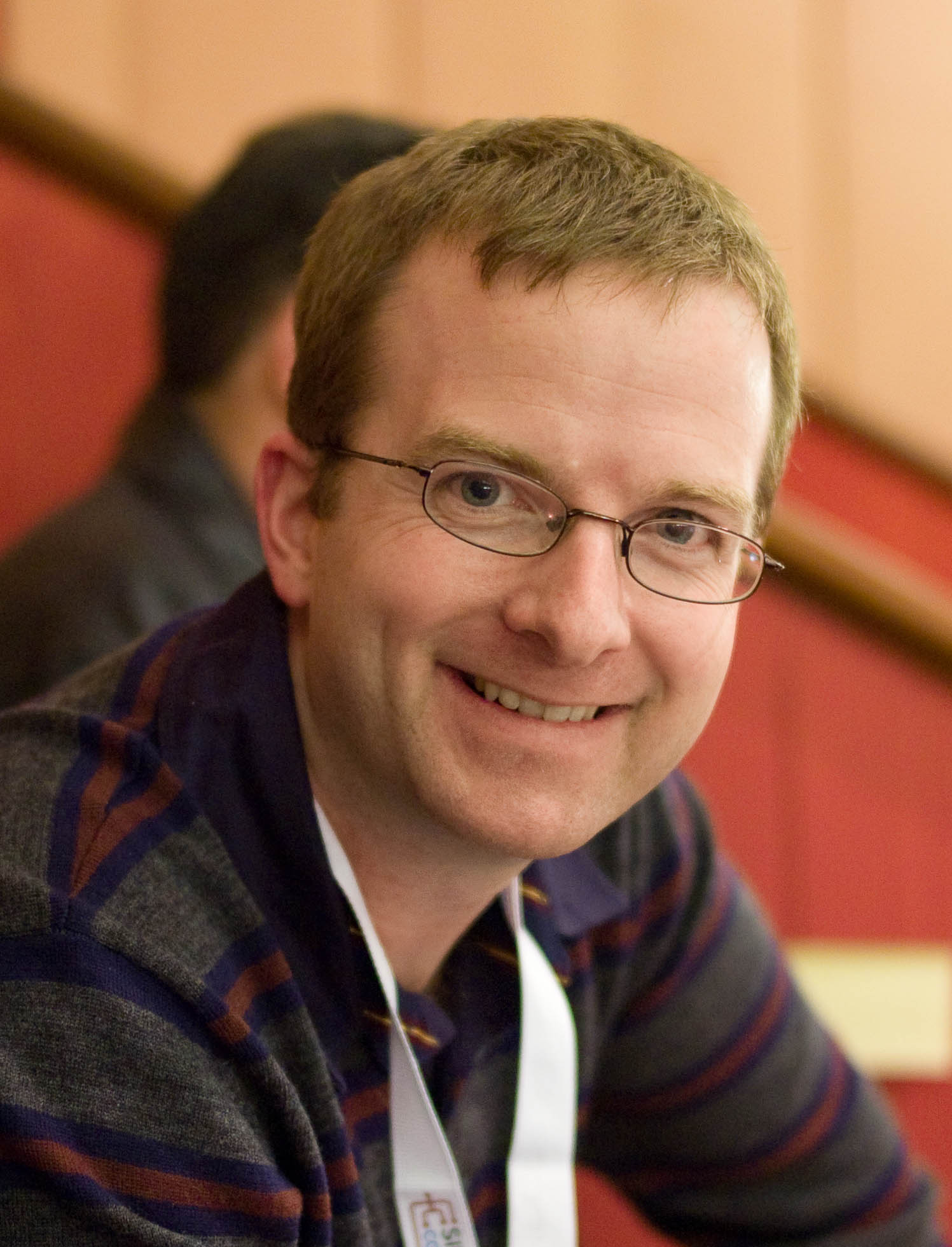
Una imagen del director de tecnología de Facebook, Mike Schoroepfer en el 2010.

El director de tecnología de Facebook, Mike Schroepfer, escribió una disculpa después de que el tiempo de inactividad se extendiera por varias horas: "Los equipos están trabajando lo más rápido posible para depurar y restaurar lo más rápido posible".
La representante estadounidense Alexandria Ocasio-Cortez tuiteó sobre el apagón, y pidió a la gente que compartiera historias "basadas en evidencia" en Twitter, burlándose de la reputación de Facebook de difundir contenido cuestionable. Twitter y Reddit también publicaron tuits en sus cuentas oficiales de Twitter ridiculizando el apagón.
Los usuarios tanto en Twitter como en Telegram informaron una desaceleración en los tiempos de respuesta, que se cree que fue causada por personas que normalmente están en los servicios de Facebook y que habían pasado a estos.
Algunos medios de comunicación destacaron la coincidencia del testimonio de Frances Haugen con el del apagón, aunque esos dos eventos no están relacionados entre sí.